# Juris Silovs (Radsportler)
Juris Silovs (* 27. Januar 1973 in Krāslava) ist ein ehemaliger lettischer Radrennfahrer.
1995 gewann Juris Silovs als Amateur das luxemburgische Eintagesrennen Grand-Prix François Faber. 1996 startete er bei den Olympischen Spielen in Atlanta und belegte im Einzelrennen Platz 31.
Von 1997 bis 2001 war Silovs als Profi-Rennfahrer aktiv. In dieser Zeit wurde er zweimal – 1997 und 1998 – lettischer Meister im Straßenrennen; zweimal – 1999 und 2001 – wurde er Vize-Meister.

## Erfolge
1995
- Grand-Prix François Faber

1996
- eine Etappe Teleflex Tour

1997
- eine Etappe Regio Tour
- Lettischer Meister – Straßenrennen
- zwei Etappen Teleflex Tour

1998
- Lettischer Meister – Straßenrennen

## Teams
1997
Schauff
1998/99
Home – Jack & Jones
2000/2001
Cofidis